# بينبريج (أوهايو)
بينبريج (بالإنجليزية: Bainbridge village, Ohio)‏ هي قرية تقع بولاية أوهايو في الولايات المتحدة. تبلغ مساحتها 1.33 كم2، وترتفع عن سطح البحر 220 م، بلغ عدد سكانها 860 نسمة في عام 2010 حسب إحصاء مكتب تعداد الولايات المتحدة وتصل الكثافة السكانية فيها 646.6 نسمة لكل كيلومتر مربع (1,674.7/ميل2).

## التركيبة السكانية
حدّد مكتب تعداد الولايات المتحدة بيانات التركيبة السكانية لبينبريج في تعداد الولايات المتحدة. في ما يلي، التركيبة السكانية حسب تعدادي 2000 و2010.

### تعداد عام 2000
بلغ عدد سكان بينبريج 1,012 نسمة بحسب تعداد عام 2000، وبلغ عدد الأسر 397 أسرة وعدد العائلات 278 عائلة مقيمة في القرية. في حين سجلت الكثافة السكانية 760.9 نسمة لكل كيلومتر مربع (1,970.7/ميل2). وبلغ عدد الوحدات السكنية 451 وحدة بمتوسط كثافة قدره 339.1 لكل كيلومتر مربع (878.3/ميل2).
وتوزع التركيب العرقي للقرية بنسبة 99.41% من البيض و0.20% من الأمريكيين الأفارقة و0.10% من الأمريكيين الأصليين و0.10% من الأمريكيين ذوي الأصول الآسيوية و0.20% من عرقين مختلطين أو أكثر و0.20% من الهسبانيون أو اللاتينيون من أي عرق.
بلغ عدد الأسر 397 أسرة كانت نسبة 39.3% منها لديها أطفال تحت سن الثامنة عشر تعيش معهم، وبلغت نسبة الأزواج القاطنين مع بعضهم البعض 48.6% من أصل المجموع الكلي للأسر، ونسبة 17.4% من الأسر كان لديها معيلات من الإناث دون وجود شريك، بينما كانت نسبة 4% من الأسر لديها معيلون من الذكور دون وجود شريكة وكانت نسبة 30% من غير العائلات. تألفت نسبة 25.7% من أصل جميع الأسر من عدة أفراد يعيشون في نفس المنزل ونسبة 13.6% كانت تتألف من شخص يعيش بمفرده يبلغ من العمر 65 عاماً أو أكثر. وبلغ متوسط حجم الأسرة المعيشية 2.49، أما متوسط حجم العائلات فبلغ 2.95.
بلغ العمر الوسطي للسكان 35.6 عاماً. وكانت نسبة 26.8% من القاطنين تحت سن الثامنة عشر، وكانت نسبة 8.6% بين الثامنة عشر والرابعة والعشرين عاماً، ونسبة 28.7% كانت واقعةً في الفئة العمرية ما بين الخامسة والعشرين والرابعة والأربعين عاماً، ونسبة 19.2% كانت ما بين الخامسة والأربعين والرابعة والستين، ونسبة 14.5% كانت ضمن فئة الخامسة والستين عاماً فما فوق. يوجد لكل 100 أنثى 86.6 ذكر، ويوجد لكل 100 أنثى في الثامنة عشر من عمرها فما فوق 79.5 ذكر.
بلغ متوسط دخل الأسرة في القرية 26,417 دولارًا، أما متوسط دخل العائلة فبلغ 31,645 دولارًا. وكان متوسط دخل الذكور 32,000 دولارًا مقابل 20,625 دولارًا للإناث. وسجل دخل الفرد الخاص بالقرية 14,905 دولارًا. وكانت نسبة 17% من العائلات ونسبة 19.9% من السكان تحت خط الفقر، وكان من هؤلاء نسبة 30.4% تحت سن الثامنة عشر ونسبة 16% في الخامسة والستين من العمر وما فوق.

### تعداد عام 2010
بلغ عدد سكان بينبريج 860 نسمة بحسب تعداد عام 2010، وبلغ عدد الأسر 357 أسرة وعدد العائلات 228 عائلة مقيمة في القرية. في حين سجلت الكثافة السكانية 646.6 نسمة لكل كيلومتر مربع (1,674.7/ميل2). وبلغ عدد الوحدات السكنية 394 وحدة بمتوسط كثافة قدره 296.2 لكل كيلومتر مربع (767.2/ميل2).
وتوزع التركيب العرقي للقرية بنسبة 96.40% من البيض و0.81% من الأمريكيين الأفارقة و0.23% من الأمريكيين الأصليين و2.56% من عرقين مختلطين أو أكثر و0.58% من الهسبانيون أو اللاتينيون من أي عرق.
بلغ عدد الأسر 357 أسرة كانت نسبة 31.1% منها لديها أطفال تحت سن الثامنة عشر تعيش معهم، وبلغت نسبة الأزواج القاطنين مع بعضهم البعض 43.7% من أصل المجموع الكلي للأسر، ونسبة 15.7% من الأسر كان لديها معيلات من الإناث دون وجود شريك، بينما كانت نسبة 4.5% من الأسر لديها معيلون من الذكور دون وجود شريكة وكانت نسبة 36.1% من غير العائلات. تألفت نسبة 30.5% من أصل جميع الأسر من عدة أفراد يعيشون في نفس المنزل ونسبة 16.2% كانت تتألف من شخص يعيش بمفرده يبلغ من العمر 65 عاماً أو أكثر. وبلغ متوسط حجم الأسرة المعيشية 2.36، أما متوسط حجم العائلات فبلغ 2.91.
بلغ العمر الوسطي للسكان 43.2 عاماً. وكانت نسبة 22.6% من القاطنين تحت سن الثامنة عشر، وكانت نسبة 6.5% بين الثامنة عشر والرابعة والعشرين عاماً، ونسبة 23.5% كانت واقعةً في الفئة العمرية ما بين الخامسة والعشرين والرابعة والأربعين عاماً، ونسبة 26.5% كانت ما بين الخامسة والأربعين والرابعة والستين، ونسبة 20.9% كانت ضمن فئة الخامسة والستين عاماً فما فوق. وتوزع التركيب الجنسي للسكان بنسبة 45.9% ذكور و54.1% إناث.